# جمعية لندن الجيولوجية
جمعية لندن الجيولوجية (بالإنجليزية: Geological Society of London)‏، وكثيرًا ما تُعرف اختصارًا باسم الجمعية الجيولوجية (بالإنجليزية: Geological Society)‏، هي جمعية علمية متخصصة في علوم الأرض مقرها في العاصمة البريطانية لندن، وهي أقدم جمعية وطنية متخصصة في الجيولوجيا في العالم؛ إذ أُسست في 13 أكتوبر 1807، وحصلت على ميثاق ملكي من الملك جورج الرابع في 23 أبريل 1825. وهي أيضًا أكبر جمعية من نوعها في أوروبا، حيث يبلغ عدد زملائها 12 ألأف زميل.

## الأعضاء المؤسسون
- آرثر أيكين
- جاك لوي، كونت بورنون
- جورج بيلاس غرينوف
- جيمس باركنسون
- جيمس فرانك
- جيمس ليرد
- ريتشارد فيليبس
- ريتشارد نايت
- همفري ديفي
- ويليام آلن
- ويليام بابنغتون
- ويليام فيليبس
- ويليام هاسلداين ببيس

## من رؤساء الجمعية السابقين
- وليام بكلاند
- آدم سيدجويك
- تشارلز لايل
- توماس هنري هكسلي

## وصلات خارجية
- الموقع الرسمي (بالإنجليزية)